# 鹿港集英宮
24°03′32″N 120°25′48″E / 24.058820°N 120.430019°E
鹿港集英宮，是位於臺灣彰化縣鹿港鎮新宮里的玄天上帝廟，為三座廟的合併。

## 沿革

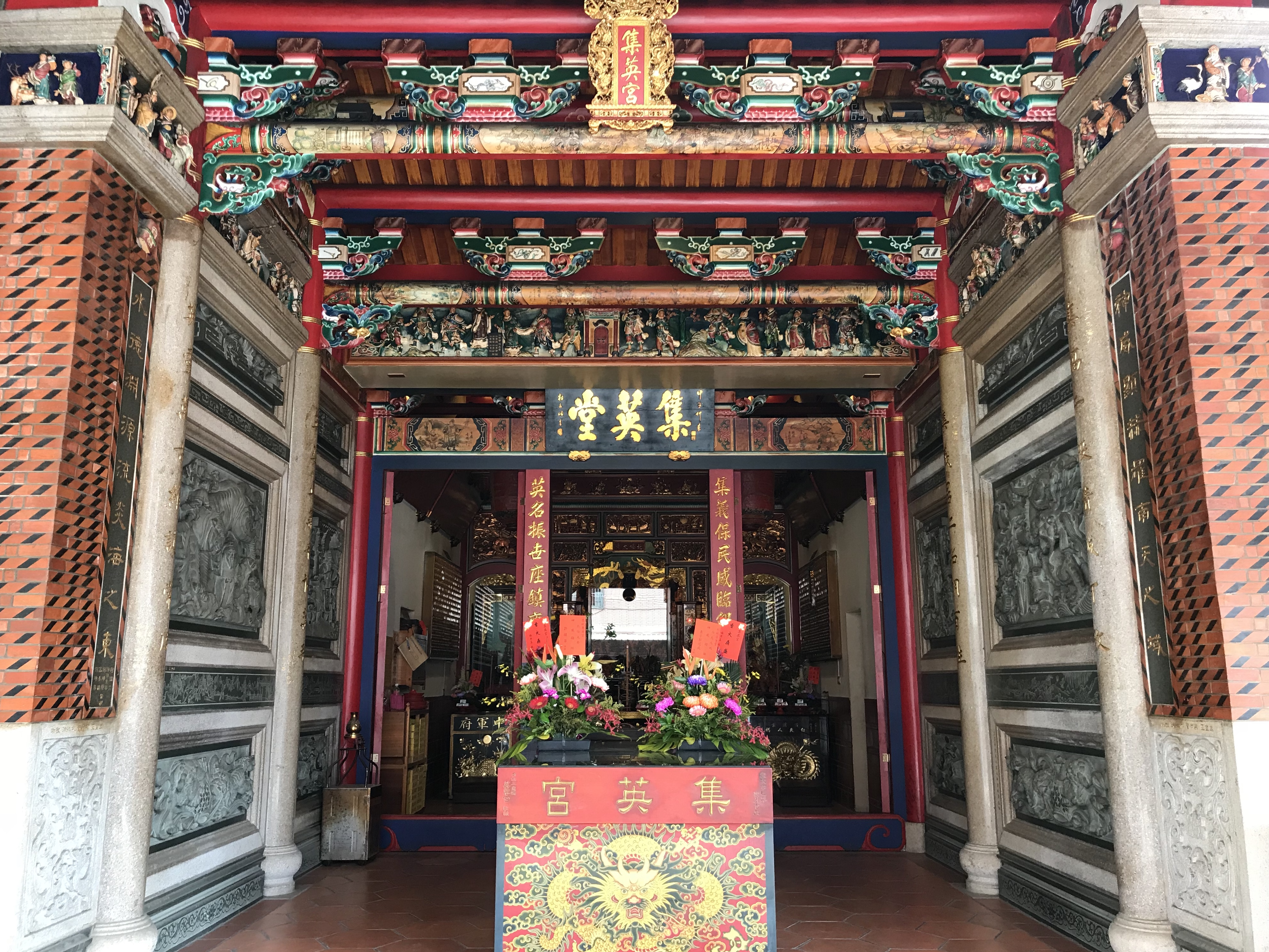
內部

乾隆四十九年（1784年），鹿港與蚶江港成為對口港，成了渡海正口的鹿港逐漸繁榮，日益增多的移民也陸續興建廟宇，作為信仰中心。
乾隆中葉期間，地方人士商議將分別祭祀玄天上帝、李府王爺、白夫人媽的三座廟宇集中合祀，取名為「集英堂」。同治元年（1862年）由泉州街居民合資遷建現址，易名「集英宮」。1924年，林日生等倡議重修，並使用附近已焚燬的李王府廟建材。1968年重修，1975年再度重修，1987年再修廟殿與擴建。
2015年11月21日，歷經二年餘整建完成，舉行入火安座儀式。
今址為新宮里泉州街14號。

## 祭祀

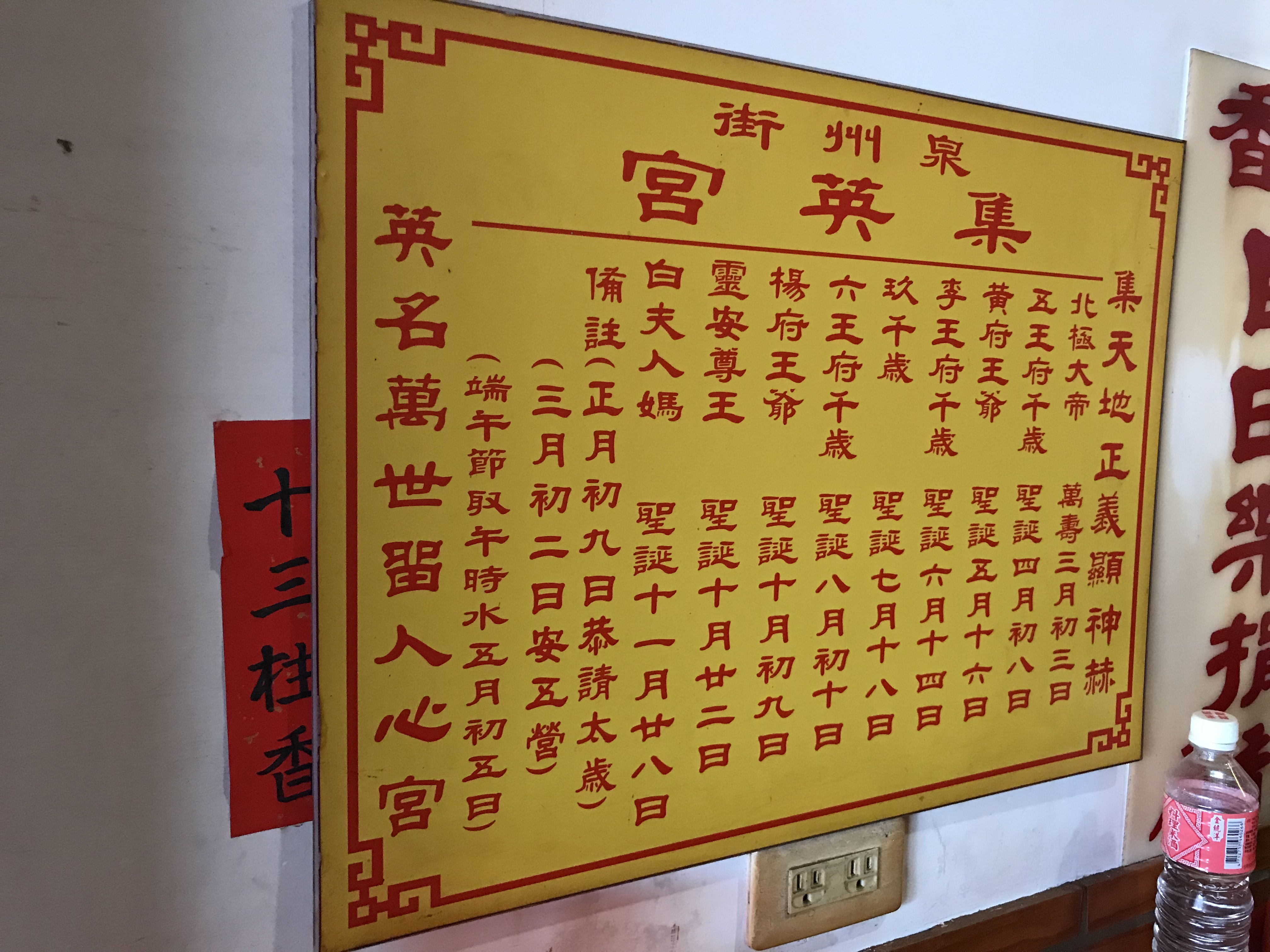
主祀北極大帝為農曆三月初三為祭祀。

主委黃國雄表示，主祀北極大帝，還有白夫人媽、李府王爺、六府王爺，多年來陸續奉祀五王府千歲、三王府千歲、黃府千歲、楊府千歲、靈安尊王、玖千歲等。
據地方父老表示，六府王爺本是惠安漁民的守護神，隨著惠安人移民鹿港，也把此信仰移植過去，因為海上守護神，每次遶境前都要先到海邊迎取。1927年，惠安的金泉福號等風帆船來鹿港，發現集英宮與他們供奉六府王爺相同，因而船主再從惠安贈「德被海濱」匾。

## 藝閣
廟方的藝閣——七番弄，又名「竹閣番」。其表演是七名身穿異國情調服裝的南管樂者，站在人抬的木桶上遊街，演奏著銅鐘、錢鼓、四塊、響盞、餅鼓、拍板、噯仔此七種樂器。
因光抬藝閣就需十多員，全程要不斷有人輪流抬，每次都要出動上百人參與，導致出陣表演不易。2012年台灣燈會在鹿港舉行時，藉由國家文化藝術基金會董事長施振榮支持，讓七番弄得以演出，距上次表演已十六年。2015年鹿港集英宮舉行入火安座時，七番弄為二十年來第三度重現街頭踩街，立即引起騷動。